# 西帕尔
33°03′32″N 44°15′08″E / 33.058829°N 44.252153°E

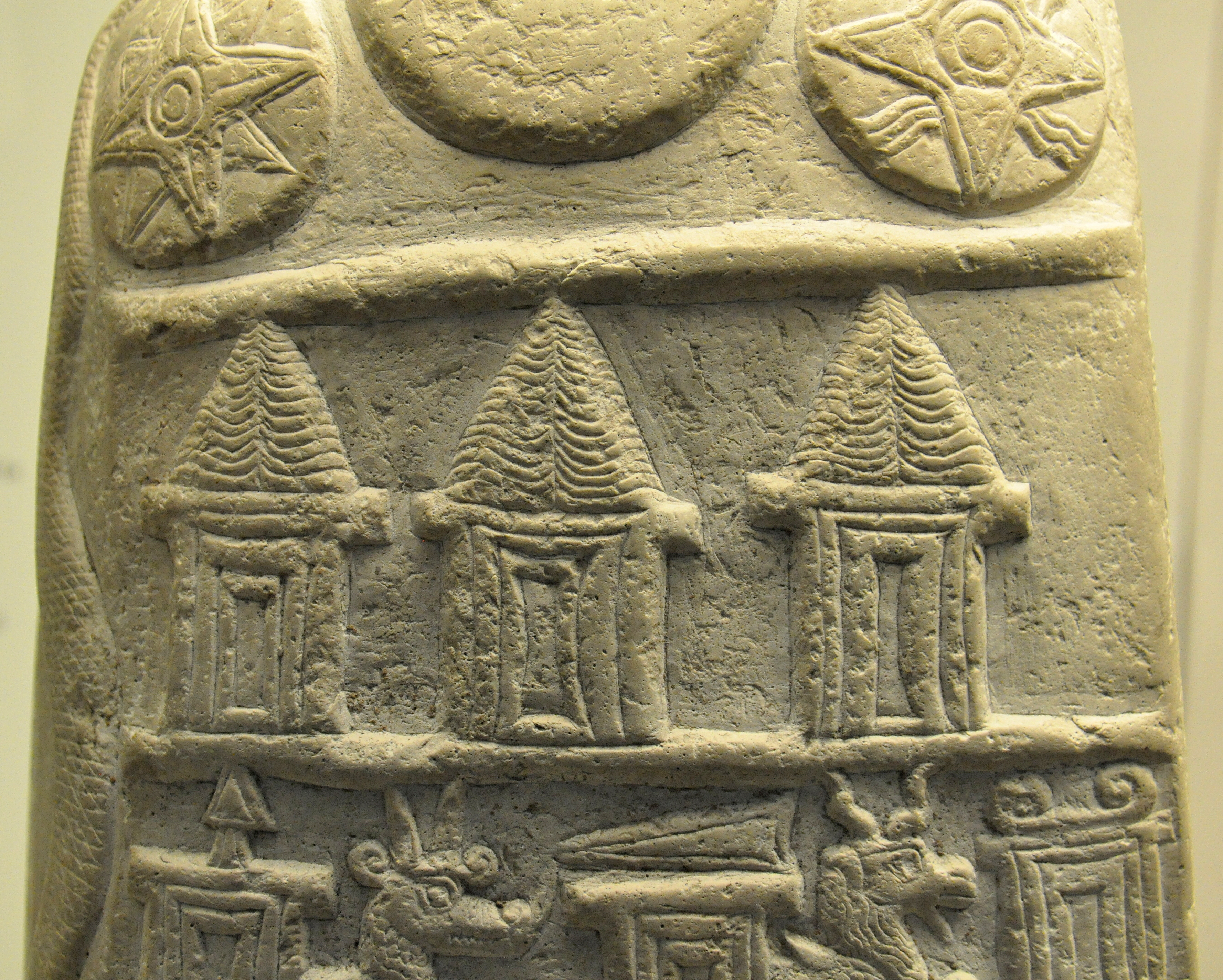
里提-马尔杜克的界石（kudurru）；巴比伦，尼布甲尼撒一世统治时期，公元前 1125-1104 年，来自伊拉克巴格达省西帕尔阿布哈巴。现陈列于英国伦敦大英博物馆。

西帕尔（苏美尔语：𒌓𒄒𒉣𒆠）是一座位于幼发拉底河东岸古代近东苏美尔和后期巴比伦城市，其台形土墩位于今伊拉克巴格达省阿布哈巴（Abu Habba），巴比伦以北60公里，巴格达西南30公里。曾出土过《吾珥南模法典》的副本。